# Małgorzata Zofia Zawadzka
Małgorzata Zofia Zawadzka (ur. 25 marca 1983 w Warszawie) – polska aktorka.
Absolwentka Akademii Teatralnej im. Aleksandra Zelwerowicza w Warszawie (2007).

## Filmografia
- Klasa na obcasach – Gosia
- Egzamin z życia – Véronique Hennequin, francuska lekarka
- Plebania – koleżanka Irki
- M jak miłość – protokolantka
- Warto kochać – Małgośka, siostra Michała
- Fala zbrodni – dziewczyna Wadowskiego w odcinku Ukłucie skorpiona (74)
- Job, czyli ostatnia szara komórka – sprzedawczyni
- Na dobre i na złe – Marzena, pacjentka w szpitalu
- Rajskie klimaty – Małgorzata Radzyńska, siostra Michała
- Klan – sekretarka Beaty
- Pierwsza miłość – Alicja, kwiaciarka
- Comedy Central News – Grażyna Buc, reporterka

## Role teatralne
- Ania, Lament na Placu Konstytucji, Teatr Polonia, 2007 r.,
- Katrin, Kochankowie z sąsiedztwa, Teatr Konsekwentny, 2009 r.,
- Anna, Królowe Brytanii, Teatr Powszechny w Radomiu, 2010 r.